# Kappelrodeck
Kappelrodeck es un municipio alemán de unos 5.800 habitantes en el distrito de Ortenau, Baden-Wurtemberg. Es conocido por sus vinos tintos.

## Puntos de interés
- Palacio de Rodeck, construido en la primera mitad del siglo XIII como castillo y remodelado por completo en un palacio romántico entre 1880 y 1882.[3]
- Palacio del Monte de Azúcar (Zuckerbergschloss), un palacio romántico en un gran parque, construido en 1889, desde 1982 alberga un restaurante.[4]